# Sangue sul sagrato
Sangue sul sagrato  è un film del 1951 diretto da Goffredo Alessandrini e Michele Mesci.